# Алтынташ (Челябинская область)
Алтынташ — деревня в Чебаркульском районе Челябинской области России. Входит в состав Филимоновского сельского поселения

## География
Деревня находится в центральной части региона, в лесостепной зоне, у региональной автодороги 80К-003.

## Топоним
В переводе с башкирского означает «золотой камень» (алтын — «золото», таш — «камень»). В XIX в. вблизи деревни добывали золотосодержащий камень. Местность, где производили добычу золота, была населена башкирами, а отсюда и башкирское название.

## Население
| 2002 | 2010 |
| ---- | ---- |
| 526  | ↘485 |

Проживают башкиры.